# 히드라속
히드라속은 방사대칭동물의 한 분류로, 자포동물의 하나이다. 히드라(Hydra oligactis)를 포함한다.
일반적으로 따뜻한 고장의 오염되지 않은 물이 있는 연못과 호수, 강에서 서식한다. 몸 길이는 밀리미터 단위로 작아 현미경으로 관찰해야 한다. 생물학자들이 히드라속에 관심을 가지는 것은 히드라의 재생 능력 때문이다. 노화를 겪지 않는다는 점이 독특하다.

## 같이 보기
- 히드라 (신화)